# Jersey Village, Texas
Jersey Village là một thành phố thuộc quận Harris, tiểu bang Texas, Hoa Kỳ. Năm 2010, dân số của xã này là 7620 người.

## Dân số
- Dân số năm 2000: 6880 người.
- Dân số năm 2010: 7620 người.